# Muhammad Ali Taha
Muhammad Ali Taha (in arabo طه محمد علي‎?; Zippori, 1931 – Nazareth, 2 ottobre 2011) è stato uno scrittore palestinese. Ha dedicato la vita all'insegnamento ma è stato anche dirigente del partito Comunista di Israele dal 1975 al 1991. Nel 1993 è stato insignito del Premio per la letteratura del Governo di Israele, dalla Ministra Shulamit Aloni. Ha partecipato al 24º Salone internazionale del libro di Torino. Tra le sue numerose pubblicazioni, Un ponte sul fiume triste (Akka 1974), Id al-Miari vende i dolcetti di sesamo a Tall al-Za‘tar (Akka 1978), Una rosa per i tuoi occhi, Hafiza (Akka 1983), Sarà nel tempo che verrà (Kafr Qar‘ 1989), La palma inclinata (Kafr Qar‘ 1995), La storia dei Banu Balut (Amman 2004).